# آدا فون فوس

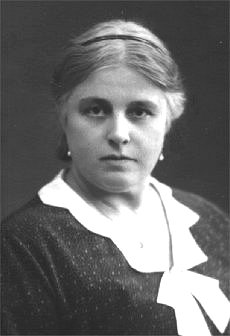
آدا فون فوس

آدا فون فوس Ada von Voß (ولدت في 24 سبتمبر 1884 في بيت هامرشتاين– وماتت في 22 نوفمبر 1941 في إيبرسفالده) هي أديبة ألمانية.

## حياتها
ولدت آدا فون فوس في بيت هامرشتاين وهي ضيعة في ما يعرف الآن فوبرتال. ووالده إلجار فرايهر فون دالفيج وينتمي إلى بارونات دالفيج من شليزيا، ووالدتها ابنة صاحب مصنع نسيج ثري وهي لويزه هوفكن هارهاوس من بارمن. تزوجت آدا في 4 أكتوبر 1902 وهي في سن الثامنة عشر من الرقيب ألفريد فون راندوف ذي الثلاثة والعشرين عاما، وأنجبت منه ولدين ولكن حدث الطلاق بينهما في عام 1908. وتزوجت مرة أخرى في 18 مايو 1910 من إيبرهارد فون فوس، الذي ظلت تحمل لقبه حتى نهاية حياتها.
وبعد طلاقها منه في 10 ديسمبر 1922 عادت آدا فون فوس إلى الضيعة التي كان يمتلكها والدها نويجالوف Neu-Galow في دائرة أنجرمونده. وهناك وعلى ضفاف الأودر كتبت روايتين وعدة قصص قصيرة.
انضمت إلى الحزب النازي في عام 1931، ونشطت بخاصة في مجموعة المرأة ورأست تلك المجموعة في دائرة أنجرمونده من أكتوبر 1932 حتى يناير 1938, وقد فعلت ذلك «انطلاقا من إحساسها بالمسؤولية تجاه البشر جميعا الذين يثقون في قيادتها» حسب ما جاء في نعيها وورد أيضا في هذا النعي «وكانت تمثل للجميع أما راعية وكانت تشعر بهم دائما».
ماتت آدا فون فوس في الحرب العالمية الثانية في إحدى المستشفيات في إيبرسفالده ودفنت في مقبرة نويجالوف، وطمس قبرها في عهد ألمانيا الشرقية باعتبارها فاشية.

## من أعمالها
- أزمة روح (رواية تاريخية 1927)
- الوطن (أقصوصة لم تنشر)